# Alexander Milz
Alexander Milz (* 16. April 1986 in Düren) ist ein deutscher Schauspieler.

## Leben
Von 2008 bis 2012 besuchte Milz die Theaterakademie Köln. Am Aaltotheater Essen spielte er von 2012 bis 2014 die Rolle des Schnock/Löwen in Shakespeares Komödie Ein Sommernachtstraum.
Er war sowohl in Gast- als auch in Episodenhauptrollen in den RTL-Daily-Soaps Unter uns, Gute Zeiten, schlechte Zeiten und Alles was zählt zu sehen.
Von November 2016 bis November 2017 war Milz in der Rolle des William Newcombe in der ARD-Telenovela Sturm der Liebe besetzt. Im Jahr 2018 hatte er noch zwei Gastauftritte in der Serie.
Alexander Milz lebt in Nürnberg.

## Filmografie
- 2010: Anomaly: Oblivion (Kurzfilm)
- 2013: Das Gesetz der Straße (Kurzfilm)
- 2014, 2016: Alles was zählt (Fernsehserie, 5 Folgen)
- 2015: Alles Roger (Kurzfilm)
- 2015: Unter uns (Fernsehserie, 2 Folgen)
- 2016: Gute Zeiten, schlechte Zeiten (Fernsehserie, 1 Folge)
- 2016–2017, 2018: Sturm der Liebe (Fernsehserie, 255 Folgen)
- 2019: Hashtag Daily (Miniserie)
- 2020: Triff … (Folge: Triff Alexander den Großen)